# هوركي (دلغان)
هوركي (بالفارسية: هورکی) هي قرية تقع في قسم هوديان الريفي (مقاطعة دلغان) في إيران. يقدر عدد سكانها بـ 180 نسمة .